# Tsuyoshi Yamaguchi
Tsuyoshi Yamaguchi (山口 壯, Yamaguchi Tsuyoshi, né le 3 octobre 1954) est un homme politique japonais, membre du parti libéral-démocrate, élu à la chambre des représentants. 
De 2021 à 2022, il est ministre de l'environnement dans les gouvernements de Fumio Kishida.

## Enfance et famille
Yamaguchi est un enfant unique qui a été élevé par son père, dentiste, et la sœur de son père. 
Yamaguchi est marié et a deux filles.

## Carrière
Natif d'Aioi (Préfecture de Hyōgo) et diplômé en droit en 1978 de l'Université de Tokyo, il entre au ministère des Affaires étrangères en 1979. Il obtient un doctorat de la Paul H. Nitze School of Advanced International Studies à l'Université Johns-Hopkins alors qu'il était attaché à l'ambassade du Japon aux États-Unis. Yamaguchi sert dans plusieurs sections du ministère des Affaires étrangères (MOFA) à Tokyo, ainsi qu'à l'Agence japonaise de défense au cours de la période 1982 à 1989. Entre 1989 et 1995, il occupe trois postes de premier secrétaire, respectivement dans les ambassades du Japon en Chine, au Pakistan et au Royaume-Uni. En octobre 1995, il démissionne du ministère des Affaires étrangères.
Yamaguchi est élu à la Chambre des représentants pour la première fois en 2000. En tout, il est élu sept fois, en 2000, 2005, 2009, 2012, 2014, 2017 et 2021. 
En septembre 2011, il devient premier vice-ministre parlementaire des Affaires étrangères (membre du cabinet Noda). En 2015, il quitte le parti démocrate du Japon pour le PLD. 
En octobre 2021, il devient ministre de l'Environnement en tant que membre du cabinet Kishida.

## Intérêts
Un grand intérêt de Yamaguchi qui figure en bonne place dans sa thèse de maîtrise et sa thèse de doctorat est l'évolution des relations américano-japonaises à l'ère moderne. Sa thèse s'intitule "La création d'une alliance : la politique d'alliance du Japon 1945-1952".